# História do Santos Futebol Clube
A história do Santos Futebol Clube começou em 1912, após três esportistas da cidade resolverem criar um clube de futebol. A primeira denominação criada para o clube foi Santos Foot-Ball Club.

## Primeiros anos

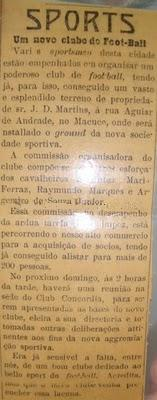
Convocação da assembleia para a criação do Santos FC.

Foi no início do século XX que a cidade de Santos começou a realmente ser de grande importância para o Brasil. O porto despontava como um dos maiores do mundo. Por ele, passava a maior parte do café, produto forte na época, exportado pelo país. A vida social do município crescia rápido movida ao dinheiro dos barões do café e de seus negócios milionários com o porto. Em 1912, Santos já era a principal cidade exportadora de café do mundo. Os negócios iam bem e a cidade atraía cada vez mais o dinheiro dos fazendeiros do interior.
Apesar de na época os esportes aquáticos tais como o remo serem os mais praticados pelos jovens, já havia equipes da cidade fortes o bastante para disputarem com destaque o Campeonato Paulista de Futebol (criado em 1902): o Sport Clube Americano, fundado em 1903 e o Clube Atlético Internacional, fundado em 1902. O Internacional foi extinto em 1910 e o Americano mudou sua sede para São Paulo, deixando alguns praticantes descontentes e que decidiram então criar o seu próprio clube na cidade.
A fundação do Santos Futebol Clube ocorreu num domingo, dia 14 de abril de 1912, por iniciativa de Raymundo Marques, Mário Ferraz de Campos e Argemiro de Souza Júnior, três esportistas da cidade, que convocaram uma assembleia, por volta das 14 horas, na sede do Clube Concórdia (localizado na Rua do Rosário - atual Avenida João Pessoa), para a criação de um time de futebol. Durante a reunião, foi discutido o nome para a agremiação, dentre as sugestões estavam: Concórdia, Euterpe e Brasil Atlético, mas os participantes da reunião, por unanimidade, aceitaram a proposta de Edmundo Jorge Araújo: a denominação Santos Foot-Ball Clube. A primeira diretoria foi composta por: Sizino Patusca (presidente), George Cox (vice-presidente), José G. Martins (primeiro secretário), Raul Dantas (segundo secretário), Leonel Silva (primeiro tesoureiro), Dario Frota (segundo tesoureiro) e os diretores Augusto Bulle, João Carlos de Mello, Henrique Cross, Francisco Raymundo Marques, Cícero F. da Silva e Jomas de C. Pacheco.
Na mesma reunião foram decididas as cores do clube. O uniforme oficial escolhido era constituído por uma camisa com listras verticais azuis e brancas, separadas por um fio dourado, em homenagem ao Clube Concórdia, local daquela reunião.

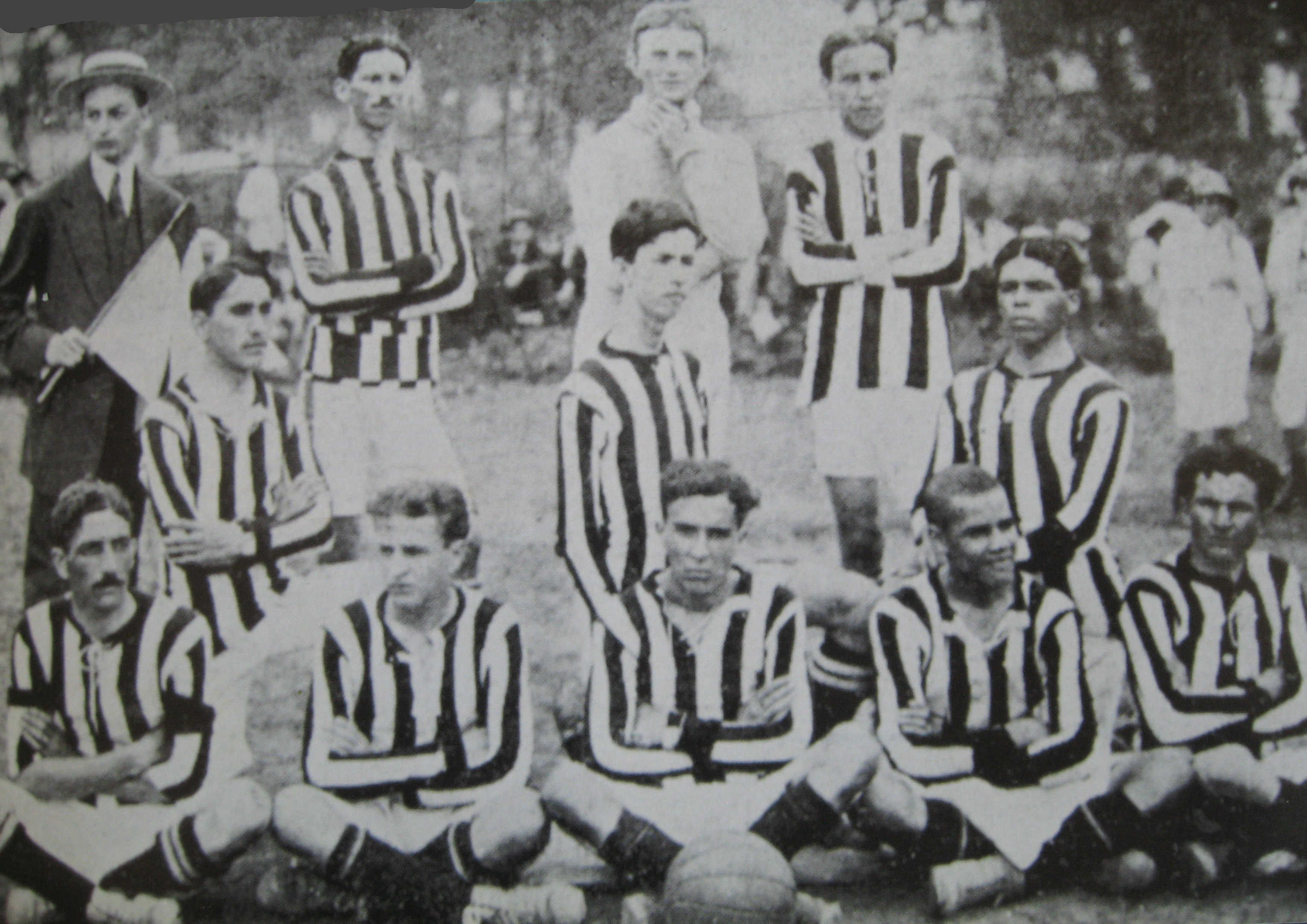
Time de 1913, já com as cores preto e branco.

O primeiro jogo-treino foi realizado no dia 23 de junho, contra um combinado chamado Thereza Team. O Alvinegro, até então tricolor, venceu por 2 a 1, com gols marcados por Anacleto Ferramenta e Geraule Moreira Ribeiro. O primeiro jogo oficial ocorreu apenas em 15 de setembro daquele ano. O Santos venceu na estreia o Santos Athletic Club por 3 a 2. O primeiro gol oficial da história do clube foi marcado por Arnaldo Silveira.
Em 1913 o Santos disputou o Campeonato Santista e se sagrou campeão invicto, confirmando ser a equipe de futebol mais forte da cidade. Com isso credenciou-se a disputar o Campeonato Paulista de Futebol no mesmo ano, mas as dificuldades com as viagens constantes e os resultados ruins nos jogos forçaram a equipe a abandonar a competição. A única vitória foi justamente contra o time que no futuro se tornaria o principal rival e que também estreava no campeonato naquele ano: o Corinthians, vitória santista na capital por 6 a 3. Em 1915, o Santos voltou a disputar o Campeonato Santista, conseguindo o segundo título embora tenha usado o nome de União FC devido a APEA, liga a qual permaneceu afiliado, não o ter permitido participar com o nome oficial. Em 1916, o time das praias retomaria a disputa do Campeonato Paulista para ocupar de vez o lugar de uma das grandes equipes do estado e tornar-se um dos maiores vencedores da competição ao longo da história.
Ary Patusca, filho do primeiro presidente do clube, Sizino Patusca, foi o primeiro brasileiro a jogar em um clube estrangeiro. Como era costume naquele tempo, Ary Patusca havia sido mandado por seu pai para estudar na Suíça. Lá, entrou para o Brühl St. Gallen e foi campeão suíço de futebol, chegando até a jogar na seleção helvética. Depois de quatro anos na Europa, retornou ao Santos. Foi o artilheiro do time em 1915, com 19 gols.

## O ataque dos 100 gols

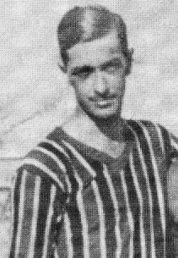
Araken Patusca, um dos primeiros grandes ídolos do Santos.

De 1921 a 1926, o Santos fez campanhas fracas no Campeonato Paulista, mas foi o período necessário para o surgimento da primeira geração do que se tornaria uma tradição no Alvinegro: descoberta e criação de jovens talentos.
A equipe de jovens garotos que formaria o ataque dos 100 gols, consagrando o Santos no cenário nacional, começou a ser gerada em 1923 com a chegada do jovem Araken Patusca, então com 16 anos. Na mesma época entraram para a equipe outros atletas de baixa idade.
Quatro anos após a chegada desses jovens, e com a inclusão de alguns nomes como o do extraordinário artilheiro Feitiço, o Santos estreava no Campeonato Paulista aplicando uma goleada, o que se repetiria por diversas vezes na competição. A vítima foi a equipe do Ypiranga, o jogo ficou em 12 a 1, com 7 gols de Araken. Foi o recorde de gols em uma única partida, só sendo superado 37 anos depois por Pelé.
Durante toda a disputa estadual o clube venceu por placares elásticos, o que resultou em 100 gols pró, média de 6.25 gols por partida. Mas a excelente campanha não foi coroada. No último jogo, quando o Peixe precisava de apenas um empate, foi derrotado pelo Palestra Itália, por 3 a 2, em partida muito conturbada. O Santos seria ainda vice-campeão em 1928 e 1929, sempre fazendo muitos gols. Em 1931 foi novamente vice-campeão, mas Araken não estava mais no clube (retornaria em 1935).
O ataque que entrou para a história como a famosa "linha dos 100 gols" era formado por Osmar, Camarão, Feitiço, Araken e Evangelista. Essa escalação foi ouvida por décadas, repetidas como um verso popular pelos torcedores de futebol de várias partes do país.
O marco histórico do ataque dos 100 gols foi resultado de um trabalho de características que, mais tarde, valeriam um trecho do hino oficial do clube: "Técnica e Disciplina".
Os lendários substantivos surgiram após dois confrontos amistosos contra a equipe do Vasco da Gama, onde o Peixe venceu os dois jogos, e foi chamado por jornalistas de o "Campeão da Técnica e da Disciplina".

## Primeiro título Paulista (1935)

Time do Santos de 1933.

O Santos, que vinha batendo na trave quando o assunto era ganhar o Campeonato Paulista, finalmente superou seus rivais e começou, no dia 17 de novembro de 1935, a escrever uma história vitoriosa. O adversário naquele dia era o Corinthians e o Santos (que tinha somado 18 pontos), em seu último jogo na competição, precisava de apenas um empate para assegurar o seu primeiro título paulista. Ambos os alvinegros, e ainda o Palestra Itália, tinham chances de título, e as duas últimas partidas do campeonato eram verdadeiros confrontos diretos.
No primeiro turno da competição, o Corinthians havia vencido todos os jogos, mas depois, o time paulistano amargou 3 jogos sem vencer. Melhor para o Santos, que vinha logo atrás e aproveitou a chance de tomar a liderança e a manter até o final do campeonato.
No estádio de Parque São Jorge, o Corinthians era visto com certo favoritismo, por ter um time tradicional e forte que ainda jogaria em casa, mas nada que assustasse os jogadores santistas. A equipe entrou em campo com: Cyro, Neves e Agostinho; Ferreira, Marteletti e Jango; Saci, Mário Pereira, Raul Cabral Guedes, Araken Patusca e Junqueirinha, tendo como treinador Bilu. Os gols da partida foram marcados por Raul Cabral Guedes, aos 35 minutos do primeiro tempo, e Araken Patusca, aos 17 minutos do segundo tempo. O Santos venceu a partida por 2 a 0 e terminou o campeonato como o melhor ataque, com 32 gols. Assim, o Santos conquistava o seu primeiro título paulista.

## Excursão ao Norte/Nordeste
Nos anos 40, o Santos não conquistou nenhum título estadual, mas a partir da segunda metade da década, quando a presidência foi assumida pelo ex-goleiro Athiê Jorge Coury, passou a dar mostras do sucesso que o Santos teria anos mais tarde. O clube foi vice-campeão paulista em 1948 e revelou jogadores como o ponta-direita Cláudio Christovam de Pinho, titular na conquista da Seleção Brasileira no Campeonato Sul-Americano de 1949, e o meia Antoninho Fernandes, um dos maiores ídolos da história do clube.
A maior façanha nesse período foi a excursão ao Norte/Nordeste do país, de 29 de novembro de 1946 a 2 de fevereiro de 1947. Até ali nenhum time brasileiro tinha feito excursão tão longa àquela região sem perder. O Santos passou pelas capitais dos estados de Pernambuco, Rio Grande do Norte, Ceará, Maranhão e Pará, participando de 15 jogos, obtendo 12 vitórias e 3 empates.

## Era Pelé

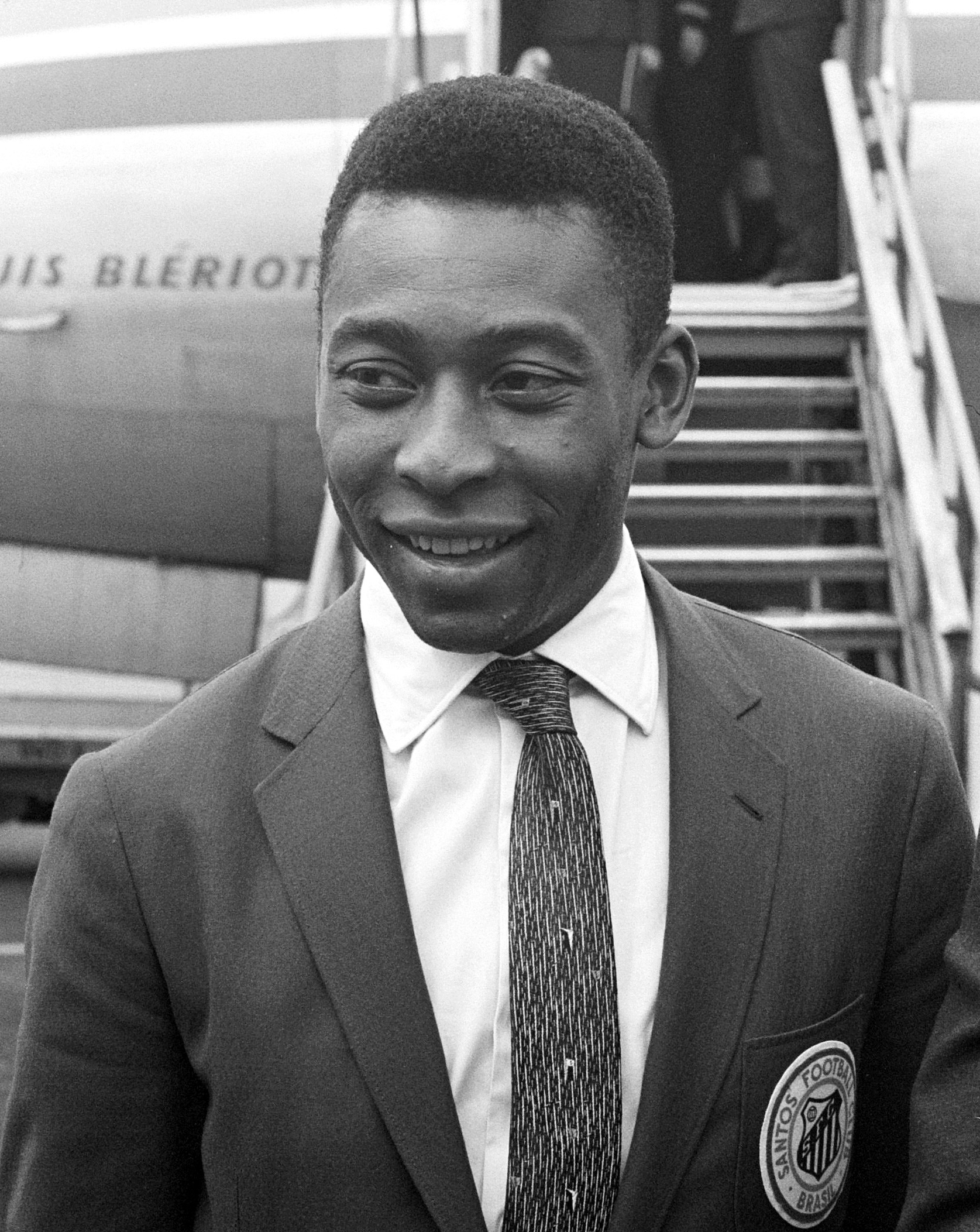
Pelé com a delegação do Santos durante uma excursão do clube na Holanda em 1962. Na foto, Pelé desembarca no aeroporto Schiphol, em Amsterdã.

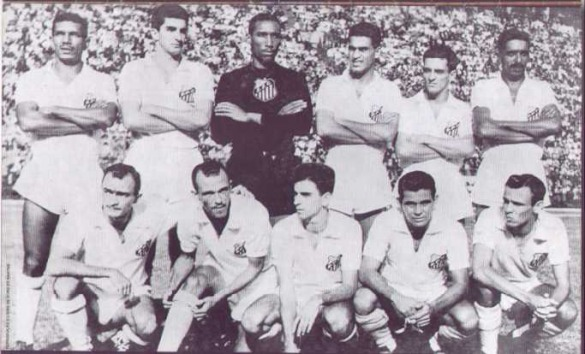
Santos campeão paulista de 1955.

O prenúncio da grande fase do Santos começou em 1955, quando depois de 20 anos, voltou a ser campeão paulista, tendo o atacante Emmanuele Del Vecchio, artilheiro da competição com 23 gols.
Em 1956, chegaria à Vila Belmiro, trazido pelas mãos de Waldemar de Brito, o menino Pelé, de 15 anos, que deu de novo impulso à história do Santos, levando a conquistas que enalteceram o futebol brasileiro no planeta. O time do Santos vinha de grandes campanhas, sendo bicampeão paulista em 1955-1956, apresentando os craques Pepe e Zito, dentro outros. Com Pelé, o time se tornaria um dos maiores da história.
Pelé marcou seu primeiro gol com a camisa do Santos num amistoso com o Corinthians de Santo André, jogo em que o time da Vila Belmiro venceu por 7 a 1. Em 1958, ganhou seu primeiro Campeonato Paulista, estabelecendo como artilheiro o recorde de 58 gols que permanece até hoje. Neste Campeonato Paulista, o Santos marcou 143 gols.

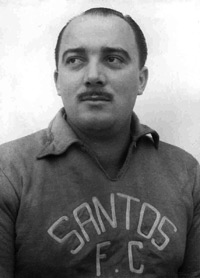
Lula, foi o treinador que comandou a Era Pelé.

 O Santos com Pelé continuou nos anos seguintes a ganhar todas as principais competições que disputava. Em 1959, a conquista do primeiro Torneio Rio-São Paulo e o vice-campeonato brasileiro. Em 1960, mais um paulista. De 1961 até 1965 a hegemonia do futebol brasileiro com cinco títulos brasileiros (Taças Brasil), e foi em 1961, num jogo válido pelo torneio Torneio Rio-São Paulo contra o Fluminense, que Pelé marcou o famoso Gol de Placa, que foi homenageado pelo jornalista Joelmir Beting com uma placa. Em 1962 e 1963, o bicampeonato sul-americano da Copa Libertadores da América e o bicampeonato intercontinental. Só não ganhou todos os Campeonatos Paulistas de 1955 até 1969 pois o Palmeiras, time conhecido na época por "Academia", conseguiu interromper a sequência de tempos em tempos. Em 1967 o Santos daria início ao seu segundo tricampeonato paulista. Em 1968, o time com grandes revelações como Clodoaldo, Edu, Abel e Toninho Guerreiro, além de Pelé, voltaria a conquistar outra série de títulos nacionais e internacionais, como a Supercopa Sul-Americana e a Recopa dos Campeões Intercontinentais de 1968, além de mais um Campeonato Paulista e um Campeonato Brasileiro. Nessa década (1960-1969), foram 23 títulos oficiais conquistados.
No ano de 1969, as conquistas e a fama do Santos eram tão grandes que após uma excursão pela África, o clube ficou conhecido como "o time que parou a guerra", fato que ocorreu graças a jogos do time no Congo e na Nigéria. Nessa época havia um conflito entre República do Congo e República Democrática do Congo, enquanto o time esteve no local, esse conflito foi paralisado para que as pessoas pudessem ver o Santos jogar, outra guerra civil que existia no continente, era a Guerra de Biafra, na Nigéria, que também foi interrompida enquanto o Santos esteve presente na cidade de Benin, sul do país.
Com dívidas devido a investimentos que não deram certo, como o do Parque Balneário, o clube ia vendo seus craques saindo. Compromissos com a CBD para a eleição de João Havelange para presidente da FIFA obrigaram o time a sucessivas excursões por todo o globo, desde a África até a Arábia, o que refletiu no fraco desempenho do time nos campeonatos internos. Em 1973, o Santos ganhou o último Campeonato Paulista com Pelé. Competição que teve uma final muito conturbada, acabando na disputa por pênaltis contra o time da Portuguesa. O erro histórico do árbitro Armando Marques, que encerrou as cobranças quando o Santos vencia por 2 a 0, mas ainda com possibilidade de empate por que restavam ainda duas cobranças da Portuguesa, atrapalhou a conquista certa (Pelé ainda não havia feito sua cobrança), fazendo com que o título daquele ano fosse dividido entre os dois clubes.

## Pós-Pelé

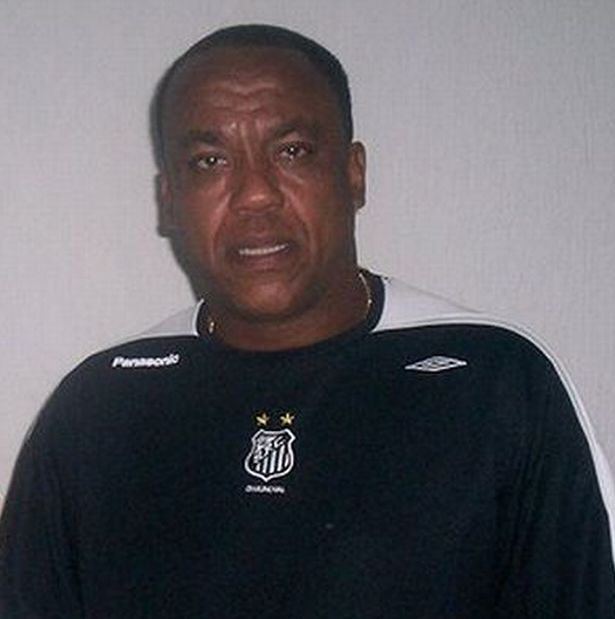
Serginho Chulapa, artilheiro do Campeonato Brasileiro de 1983.

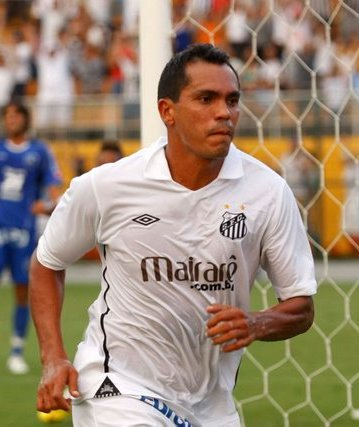
Giovanni, o ídolo santista nos anos 90.

Após a Era Pelé, o Santos continuou seu caminho de glórias. Em 1978, Chico Formiga, ex-atleta do clube, formou um time campeão. Os "Meninos da Vila", apelido dado pela juventude dos atletas da equipe, conquistaram o Campeonato Paulista de 1978. Destacaram-se na época Juary, João Paulo, Pita, Aílton Lira e Nílton Batata. Em 1983 o Santos montou uma equipe forte trazendo para a Vila jogadores consagrados como Serginho Chulapa e Zé Sérgio (do São Paulo) e Paulo Isidoro (do Atlético Mineiro) e conseguiu disputar a final do Campeonato Brasileiro de 1983 com o Flamengo de Zico, vencendo a primeira partida no Morumbi por 2 a 1. Mas na final do Maracanã, jogando com alguns desfalques, o Santos acabou apenas com o vice-campeonato.
Com o reforço do goleiro Rodolfo Rodríguez, a equipe confirmaria sua competitividade e se sagraria campeã do Campeonato Paulista de 1984 (tendo como Presidente Milton Texeira). Após esse título, o Santos só voltaria a uma final de campeonato nacional de futebol em 1995, enfrentando o Botafogo. O Santos vinha animado após uma vitória histórica na partida semifinal contra o Fluminense, por 5 a 2, com grande atuação do ídolo santista da época Giovanni. Mas na final contra o Botafogo, o Santos empatou e acabou novamente com o vice-campeonato, num jogo em que a arbitragem foi grandemente contestada (os santistas reclamam do árbitro Márcio Rezende de Freitas a anulação do gol do ponta santista Camanducaia e também a validação do gol em impedimento do botafoguense Túlio Maravilha).
O Santos voltaria aos títulos vencendo o Torneio Rio-São Paulo de 1997 e a Copa Conmebol de 1998, competição precursora da atual Copa Sul-Americana, derrotando o Rosario Central da Argentina na final. O Alvinegro venceu por 1-0 na Vila Belmiro, com gol marcado pelo Claudiomiro, e mesmo com todo clima hostil no Estádio Gigante de Arroyito, saiu campeão, após empatar por 0-0.

## Século XXI

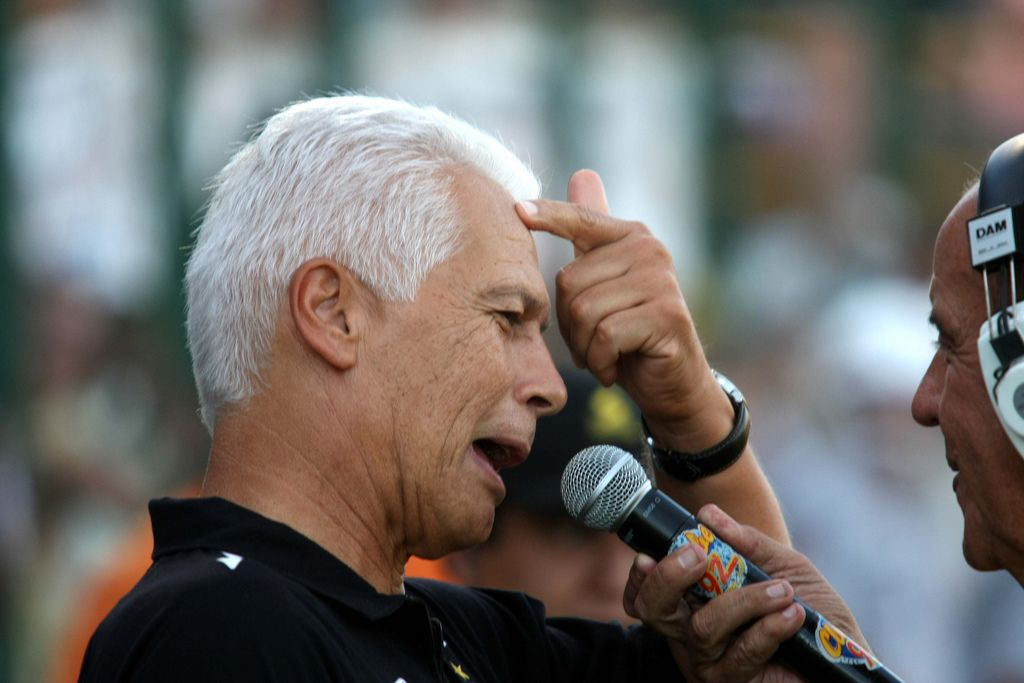
Emerson Leão, técnico que levou o Santos até a conquista do Brasileiro de 2002 e a final da Libertadores de 2003.

Em 1999, Marcelo Teixeira se torna presidente, pegando o clube com uma enorme dívida. A administração primeiramente tentou montar um grande time com jogadores renomados e ao mesmo tempo investiu forte na base, no patrimônio e na estrutura, reformando o estádio e fazendo um CT de primeiro mundo. Mas no início de 2002, ano em que o clube completara 90 anos, os grandes jogadores haviam saído sem conseguir títulos (apenas um vice-campeonato paulista em 2000) e o Santos teve que voltar suas atenções às categorias de base para recompor o elenco. A "solução caseira" deu certo e o Santos encerraria aquele ano com a conquista pela sétima vez do Campeonato Brasileiro. O time que conseguiu ser campeão foi, basicamente, formado na Vila Belmiro, montado pelo treinador Emerson Leão tirando da base para a equipe principal garotos que seriam conhecidos como "Os novos Meninos da Vila" e que viraram febre no Brasil inteiro e a dupla Diego e Robinho se tornaram símbolos de um futebol vistoso e alegre, juntos de Renato, Elano, Alex e Léo. No ano seguinte, com a base mantida, o Peixe chegou aos vice-campeonatos da Libertadores e do Campeonato Brasileiro.

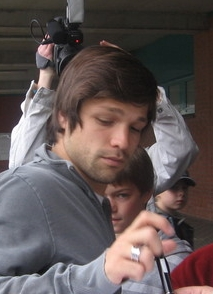
Ao lado de Robinho, Diego foi o principal personagem da conquista do Brasileiro de 2002.

 Em 2004, o time mostrou toda a sua força entre os oito melhores times do continente, perdendo nas quartas-de-finais da Libertadores para o campeão Once Caldas, da Colômbia. No Campeonato Paulista, foi até as semifinais. O ano foi fechado com chave de ouro com a conquista do oitavo título brasileiro. Com uma equipe liderada pelo técnico Vanderlei Luxemburgo, a base de 2002 e reforços como Ricardinho e Deivid, o time encerrou o torneio de pontos corridos disputando até a última rodada o título com o Atlético-PR e conquistou mais uma vez o Campeonato Brasileiro. A conquista foi marcada pelo episódio de sequestro da mãe do Robinho, que mesmo com todo aspecto emocional envolvido, ajudou o Santos a ser campeão brasileiro.
Após 3 anos consecutivos de vitórias, com conquista de dois Campeonatos Brasileiros e chegada a final da Copa Libertadores da América de 2003, o Santos começou o ano de 2005 tentando manter o ritmo.
O maior jogador após a Era Pelé, Robinho, permaneceu no clube durante o primeiro semestre. Mas após a sua saída para o Real Madrid, o Santos ficou prejudicado em seu desempenho. Para completar Deivid e Léo também saíram, o que deixou a equipe completamente desfigurada e enfraquecida. Para restaurar a equipe, o Peixe contratou o craque e ídolo Giovanni, mas que viria apresentar desempenho instável; e dois atacantes repatriados: Luizão, que se mostrou fora de forma; e Cláudio Pitbull, que marcou apenas dois gols. O ano também foi tumultuado com relação aos técnicos, começando com Oswaldo de Oliveira para a substituição de Vanderlei Luxemburgo, devido a saída do treinador para o Real Madrid. Passaram ainda como treinadores Alexandre Gallo e Nelsinho Baptista, terminando com Serginho Chulapa, que levou o Santos interinamente. Após fraca atuação na Espanha, Luxemburgo retorna em 2006 como treinador da equipe santista, sinalizando grandes investimentos para o ano da Copa do Mundo.
Em 2006, a equipe foi inteiramente renovada. Várias contratações foram feitas com os campeonatos em andamento, o que prejudicou o conjunto da equipe. Mesmo com esse fator desfavorável, Luxemburgo conseguiu manter a equipe em alto nível de competição durante o Campeonato Paulista e, se aproveitando de que seus principais adversários estavam com as atenções divididas devido a participação na Copa Libertadores da América, o Santos conquistou o Campeonato Paulista de 2006. Foi o fim de um período de 21 anos sem levar a taça da FPF. O time entraria ainda para a história dos recordes como a única equipe que venceu todas as partidas jogadas em seu estádio (10 partidas no total); e que marcou gols em todas as partidas do campeonato (19 partidas no total, marcando 33 gols). O time histórico que consagrou esse título com vitória de 2 a 0 contra a Portuguesa de Desportos, sob a modalidade de pontos corridos, foi composto por Fábio Costa; Luiz Alberto, Julio Manzur e Ronaldo Guiaro; Kléber, Fabinho, Maldonado, Cléber Santana e Rodrigo Tabata; Reinaldo e Geílson. Já pelo Campeonato Brasileiro, conquista direito à disputa da Copa Libertadores da América de 2007 com o 4ª lugar na competição nacional.
Em 2007, com uma campanha impecável na primeira fase do Campeonato Paulista de 2007, o Santos conquista o direito de jogar com vantagem nas fases semifinais e finais do campeonato. Aproveitando-se desta vantagem, o Santos elimina o Bragantino nas semifinais ( 0 a 0 no primeiro e segundo jogos) e o São Caetano na finais (derrota por 2 a 0 no primeiro jogo e vitória por 2 a 0 no segundo jogo), conquistando o bicampeonato paulista (2006 e 2007). O time que conquistou o bi, foi a campo com: Fábio Costa, Maldonado, Adaílton, Ávalos e Kléber; Rodrigo Souto, Pedrinho, Cléber Santana e Zé Roberto; Marcos Aurélio e Jonas. Entraram ainda Carlinhos, Rodrigo Tabata e Moraes, que fez o gol do título.
Já no Campeonato Brasileiro de 2007, o Santos ficou com o vice-campeonato e conquistou uma das vagas para a Copa Libertadores da América de 2008.

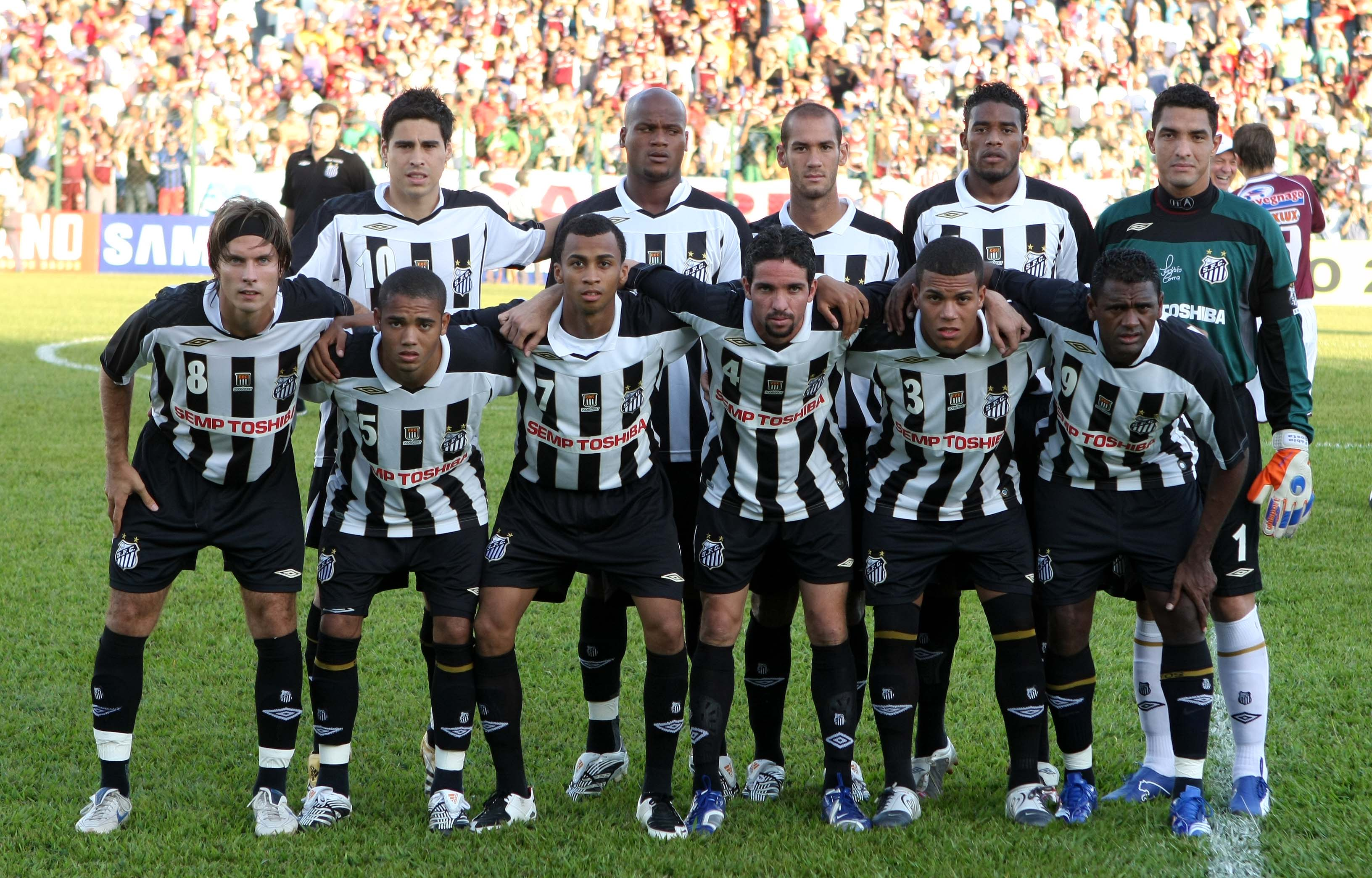
Equipe do Santos do Campeonato Paulista de 2008.

Em 2008, com muitas mudanças de técnicos e jogadores, o Santos fez campanhas irregulares no Campeonato Paulista, na Copa Libertadores e no Campeonato Brasileiro. No torneio estadual, um começo ameaçador, no qual a equipe rondou a zona de rebaixamento. A melhora nas atuações trouxe consigo um sequência de vitórias que quase classificou a equipe para as finais. Na Copa Libertadores da América, o Santos obteve uma difícil classificação para as finais, conquistada somente na última rodada, na vitória sobre o Cúcuta Deportivo, da Colômbia. Nas oitavas-de-final, duas vitórias por 2 a 0 sobre o mesmo Cúcuta Deportivo classificaram o Santos para as quartas-de-final, nas quais foi eliminado pelo América. Derrota por 2 a 0 no México e vitória por 1 a 0 no Brasil. O Campeonato Brasileiro de 2008 foi aquele no qual o Santos realizou sua pior campanha, lutando durante quase toda a competição contra a despromoção. Ao final do torneio, uma difícil 15ª posição, apenas um ponto acima da zona de rebaixamento. Como destaque positivo, os 21 gols do atacante Kléber Pereira, um dos artilheiros do campeonato.
Em 2009, depois de um início com problemas o Santos troca o técnico Márcio Fernandes por Vágner Mancini e consegue ótima reação no Campeonato Paulista. Com grandes vitórias sobre a Portuguesa de Desportos (1 a 0) e a Ponte Preta (3 a 2, em Campinas), o Santos se classifica para o Quadrangular Final. Derrota o Palmeiras, que foi o melhor time da primeira fase, por duas vezes (duas vitórias por 2 a 1) chegando à final com o Corinthians. Fica com o vice-campeonato depois de uma derrota na Vila Belmiro (3 a 1) e de um empate no Pacaembu (1 a 1). No Campeonato Brasileiro, após um bom início - no qual alcançou a vice-liderança - a equipe decaiu. Turbulências internas e más exibições ocasionaram a demissão do treinador Vágner Mancini, logo após a derrota por 6 a 2 para o Vitória, em Salvador. Para o seu lugar foi contratado Vanderlei Luxemburgo, que pela quarta vez assumiu o Santos Futebol Clube, tendo como objetivo a classificação para a Copa Libertadores da América de 2010. A ausência de bons nomes no elenco de jogadores tornaram a campanha da equipe santista muito irregular, numa constante alternância de vitórias, empates e derrotas. Ao final do campeonato, uma decepcionante 12ª posição, contabilizando 12 vitórias, 13 empates e 13 derrotas. Como saldo positivo, as boas atuações do jovem goleiro Felipe, que substituiu o titular Fábio Costa, dos meias Paulo Henrique Ganso e Madson, e do atacante Neymar, de apenas 17 anos. Em dezembro de 2009, as tumultuadas eleições para a presidência do clube tiraram do cargo Marcelo Teixeira, que se manteve por 10 anos nessa posição. Para o seu lugar foi eleito Luis Álvaro de Oliveira Ribeiro.

## O Time de 2010

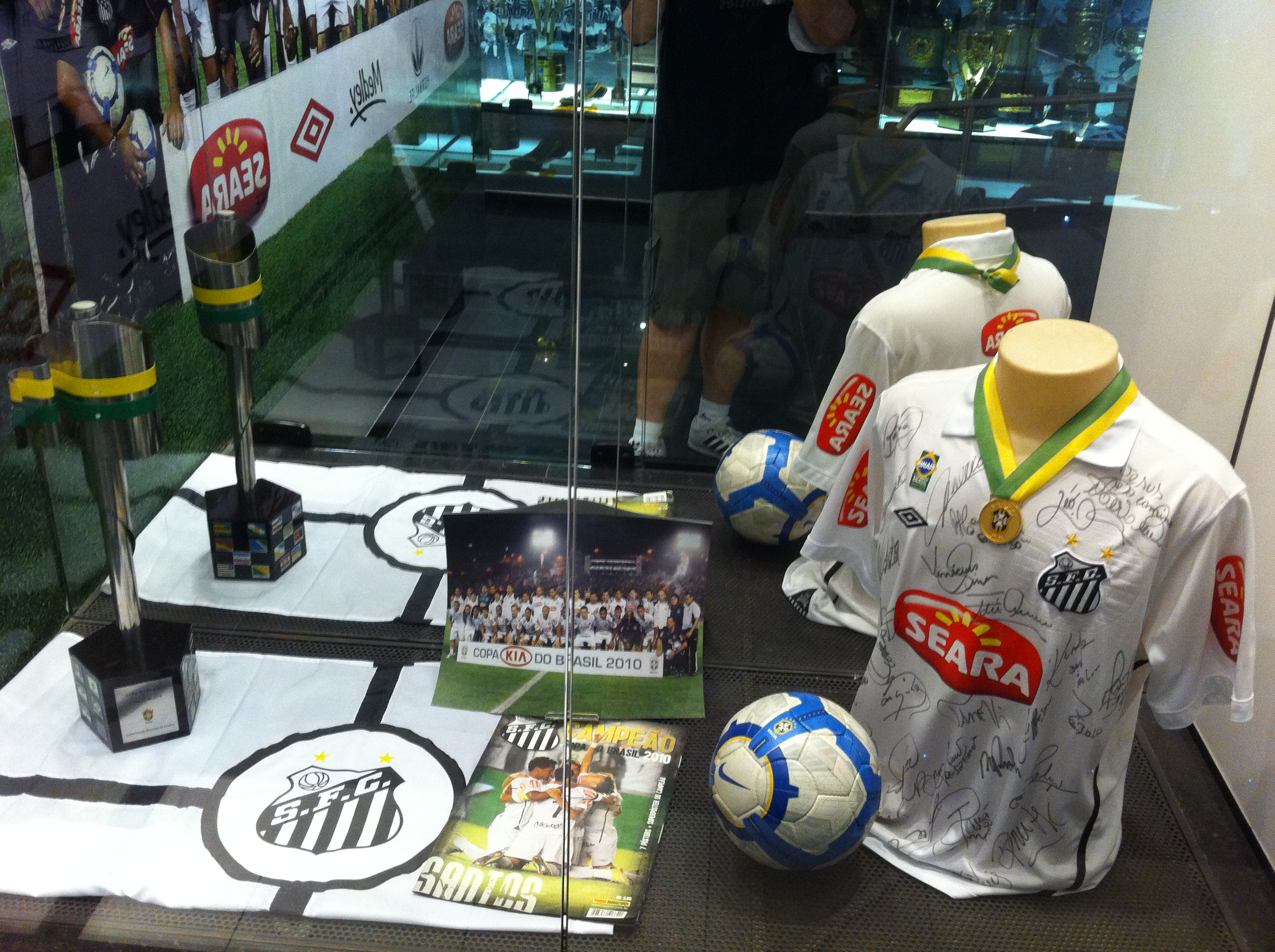
Troféu e camisa usada na conquista da Copa do Brasil de 2010.

Após ficarem com o vice-campeonato paulista de 2009, Neymar e Ganso iniciaram a nova temporada como os principais jogadores da equipe, ajudados por reforços importantes como Arouca, Wesley, Robinho e com um novo treinador, Dorival Júnior. O time foi o melhor da primeira fase do Campeonato Paulista, conseguindo algumas grandes goleadas como 9 a 1 sobre o Ituano e 6 a 3 contra o Bragantino. Na semifinal, duas vitórias sobre o São Paulo (3 a 2 e 3 a 0) garantiram a ida para final. Na finalíssima, o adversário era o bom time do Santo André. Na primeira partida, vitória por 3 a 2 da equipe santista, na segunda e decisiva partida, o Santo André começou a dar mostras que o campeonato ainda não estava decidido, marcando um gol logo no primeiro minuto de jogo, o Santos empatou com Neymar duas vezes, porem no final do primeiro tempo, o Santo André marcou mais um, e terminou vencendo por 3 a 2, mesmo placar a favor do Santos no primeiro jogo, mas como tinha melhor campanha, o título ainda era do alvinegro. No segundo tempo, mesmo com 3 jogadores expulsos, o Santos conseguiu segurar o placar e ser campeão. Um lance que ficou marcado na final, foi o Ganso se recusando a ser substituído pelo técnico Dorival Júnior.
Sucessivamente, depois do intervalo causado pela disputa da Copa do Mundo, o Santos conquistou seu segundo título no ano, o da Copa do Brasil (inédito para o clube) superando o Vitória, vencendo por 2 a 0 na Vila Belmiro e sendo derrotado por 2 a 1 no Barradão. Foi o coroamento de uma campanha marcada por um ataque arrasador, com goleadas implacáveis como os 10 a 0 contra o Naviraiense e os 8 a 1 contra o Guarani, jogo em que Neymar marcou cinco vezes.
No segundo semestre de 2010, o Santos conseguiu segurar Neymar, mesmo com uma oferta milionária de transferência para o futebol inglês, ainda assim, o clube teve perdas de jogadores importantes como Wesley (vendido para o Werder Bremen da Alemanha), André (vendido para o Dínamo de Kiev da Ucrânia), Robinho (que voltou do empréstimo para o Manchester City da Inglaterra), e Ganso (que se contundiu em uma partida contra o Grêmio ainda no primeiro turno e não jogou mais no campeonato), além dos jogadores, teve a demissão do técnico Dorival Júnior depois de um desentendimento com Neymar, o Santos não conseguiu ir além de um oitavo lugar no Campeonato Brasileiro. Antes do final do ano foi confirmada a volta do jogador Elano, o primeiro grande reforço para a disputa da Copa Libertadores da América de 2011, além da contratação do técnico Adilson Batista.

## Tri da América e Vice Mundial
Antes do início da Copa Libertadores da América de 2011, o Santos era apontado como um dos favoritos. Os adversários da fase de grupos foram o Deportivo Táchira (Venezuela), Cerro Porteño (Paraguai) e Colo-Colo (Chile). Ao fim dos três primeiros jogos, contudo, a situação do clube praiano era dramática: apenas dois empates (0-0 com o Deportivo Táchira e 1-1 com o Cerro Porteño) e derrota para o Colo-Colo (2-3). Com esses resultados a única chance do Santos classificar-se era obtendo três vitórias nas partidas restantes.

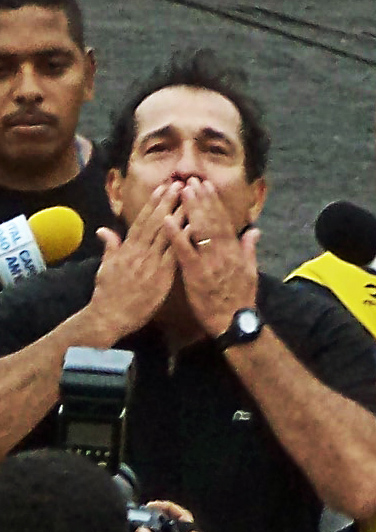
Muricy Ramalho, técnico que assumiu o Santos durante a Libertadores, e depois se tornou campeão

 A primeira dessas três partidas decisivas foi contra o Colo-Colo na Vila Belmiro. O Santos vencia tranquilo por 3-0 (gols de Elano, Danilo e Neymar) mas ao comemorar o seu gol usando uma máscara, Neymar foi expulso, além dele,  Zé Eduardo e Elano (que estava no banco, já substituído) também foram expulsos e o adversário chileno aproveitou para reagir, marcando dois gols, o jogo terminaria com vitória santista por 3-2. O jogo seguinte seria em Assunção, contra o Cerro Porteño. Mesmo sem os três titulares, o Santos trazia como trunfo a estreia de Ganso na Copa Libertadores e o técnico Muricy Ramalho, que assumira o cargo de treinador após deixar o Fluminense, time que dirigira nas primeiras rodadas da competição. E o Santos de Muricy conseguiu aquilo que muitos julgavam improvável: venceu por 2-1, com gols de Danilo e Maikon Leite. Essa vitória deu confiança ao grupo, que se classificou com uma vitória de 3-1 sobre o Deportivo Táchira no estádio do Pacaembu.
Na sequência, pelas oitavas de final, o Santos enfrentou o América do México. Atrelado a competição continental, o time também estava disputando as fases finais do Campeonato Paulista. O técnico Muricy Ramalho manteve o time titular em ambas as competições, e com isso, o Santos foi o Campeão Paulista de 2011, após superar o Corinthians em duas partidas na final, empate por 0-0 no Pacaembu e vitória por 2-1 na Vila Belmiro (gols de Arouca e Neymar). E mesmo com cansaço por disputar duas competições simultaneamente, a equipe se classificou para as quartas de final na Libertadores após vitória por 1-0 no Brasil e empate de 0-0 no México contra o América (com grande atuação do goleiro santista Rafael), depois de uma desgastante viagem.
O adversário da próxima fase seria o Once Caldas, que eliminara o Cruzeiro, o melhor time da primeira fase (nessa mesma rodada, chamada de "quarta-feira do terror", além do Cruzeiro, todos os outros times brasileiros também foram eliminados: Grêmio, Internacional e Fluminense). O Santos era o único time brasileiro a continuar na competição e garantiu nova classificação com outra vitória fora de casa por 1-0, e um empate de 1-1 no Pacaembu.
Já na semifinal, o adversário seria novamente o Cerro Porteño, que foi um dos times que o Santos enfrentou na fase de grupos. O Santos acreditava na classificação e conseguiu após vitória de 1-0 e empate de 3-3 em Assunção.

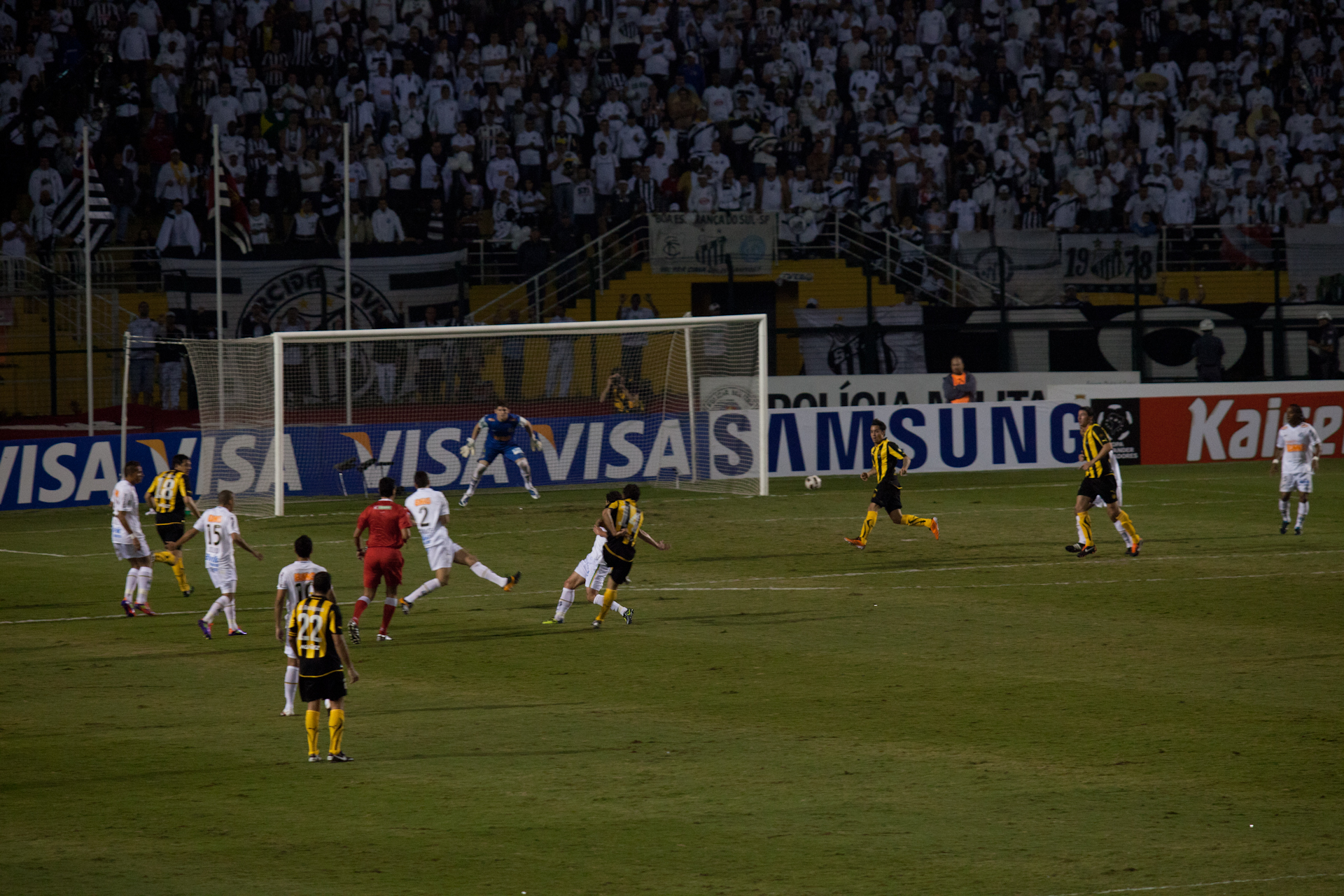
Final da Copa Libertadores da América de 2011, entre Santos e Peñarol no Pacaembu.

Assim, o Santos chegou a quarta final da competição em sua história (a última vez havia ficado com o vice-campeonato em 2003). O adversário era o tradicional Peñarol do Uruguai, pentacampeão da competição, que havia derrotado o argentino Vélez Sarsfield. Com isso, foi repetido o confronto de ambos na primeira conquista da Copa Libertadores da América pelo Santos, que derrotou os uruguaios na final de 1962. Sob a pressão de mais de 60.000 torcedores no Estádio Centenário, campo do adversário, o Santos segurou um empate de 0-0. Na finalíssima, em 22 de junho de 2011, deu quase tudo certo para o Santos. Após empatar em 0-0 no primeiro tempo, Neymar começou a vitória santista, ao receber passe preciso de Arouca, e assim, marcando no primeiro minuto do segundo tempo. Danilo, em bela jogada individual, marcou o segundo e praticamente selou a conquista. No final da partida, o zagueiro Durval marcaria contra, mas era tarde para o Peñarol conseguir um eventual empate. A partida terminou em 2-1 e o Santos se sagrou pela terceira vez campeão da Copa Libertadores da América, após 48 anos da última Libertadores conquistada pelo clube (1963). Com esse resultado, o Santos se igualou ao São Paulo como o clube brasileiro com mais títulos da competição Sul-Americana.
Após conquistar a Libertadores, o treinador Muricy Ramalho resolveu escalar os jogadores reservas em algumas partidas do Campeonato Brasileiro de 2011, buscando poupar os titulares para o Mundial no final do ano. No Campeonato Brasileiro, o Santos terminou em décimo, tendo Borges, como artilheiro da competição com 23 gols. A equipe embarcou rumo ao Japão no dia 6 de dezembro de 2011, com festa da torcida no Aeroporto Internacional de Guarulhos. O time fez uma escala em Frankfurt, antes de prosseguir até Nagoya. Dos titulares que embarcaram, somente o volante Adriano não pode viajar, por causa de uma grave lesão no tornozelo direito, sofrida na partida contra o Atlético-GO, no Campeonato Brasileiro.
A estreia do clube na competição foi no dia 14 de dezembro, quando o Alvinegro derrotou Kashiwa Reysol por 3-1, com gols de Neymar, Borges e Danilo, garantindo vaga para a final. No dia 18 de dezembro, o Santos encarou a grande equipe do Barcelona, e foi derrotado por 4-0, com dois gols de Messi, um de Xavi e outro de Fàbregas, com a derrota, o Santos ficou com o vice-campeonato do Mundial.

## Venda de Neymar, conquistas estaduais e problemas de gestão

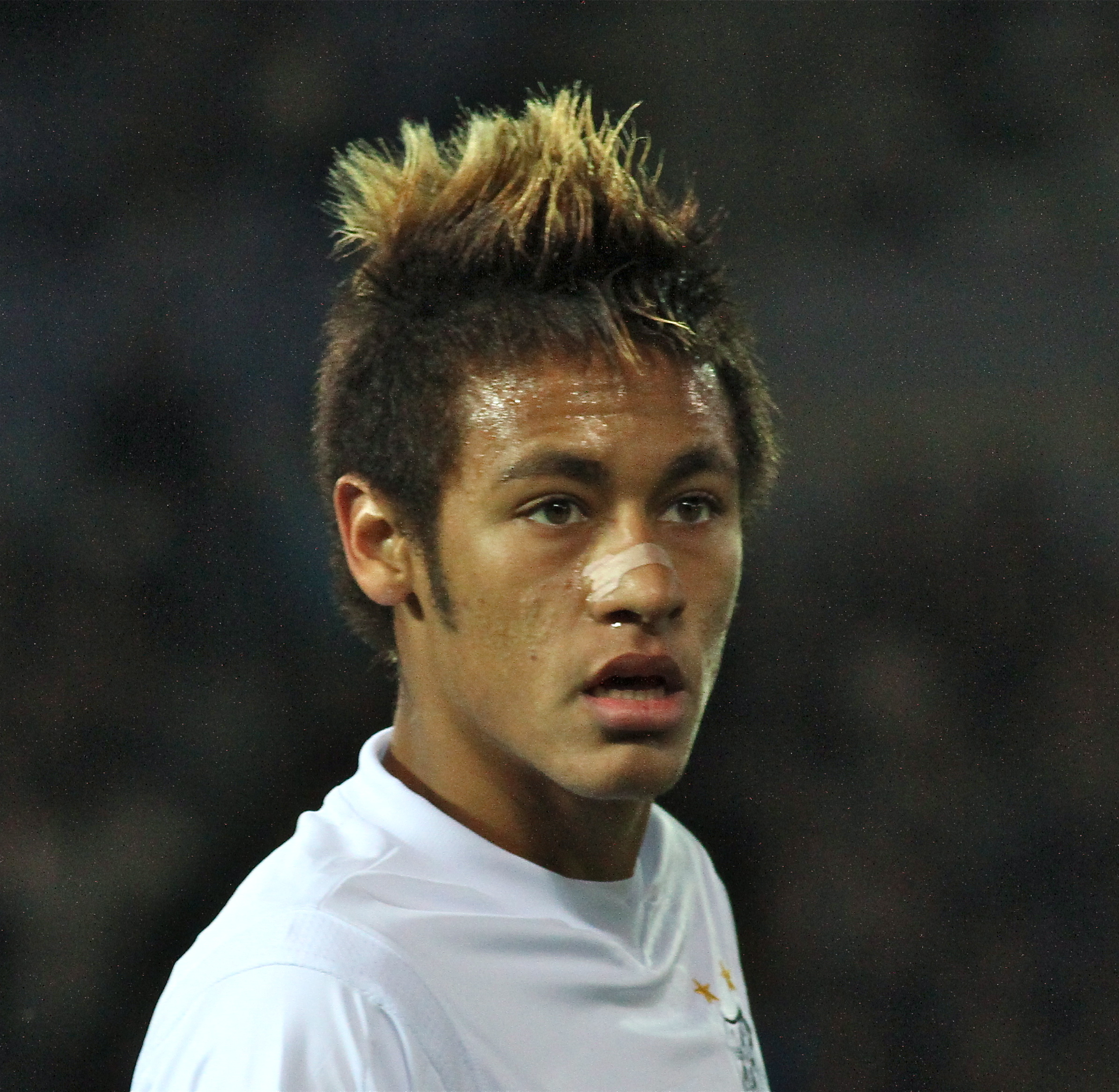
Neymar, maior artilheiro do Santos após a Era Pelé.

Em 2012, devido a disputa do Mundial no ano anterior, o Santos demorou para jogar com o time titular no Campeonato Paulista. A campanha começou em 21 de janeiro, com um empate de 1 a 1 com o XV de Piracicaba,  enquanto os titulares só iniciariam o campeonato na quinta rodada, em 2 de fevereiro (outro empate, 1-1 contra o Oeste). Alternando a disputa da competição paulista com a Copa Libertadores, o Santos ainda voltaria a usar os reservas e poupar alguns jogadores na sequência das partidas e com isso o time ficou apenas em terceiro lugar na primeira fase. Nos jogos finais, o Santos derrotou o Mogi Mirim (2-0) e o São Paulo (3-1). A final foi contra o Guarani e o terceiro tricampeonato paulista da história do clube foi conseguido com duas expressivas vitórias (3-0 e 4-2) em partidas realizadas no Morumbi. Os gols santistas no segundo jogo, dia 13 de maio de 2012, foram de Alan Kardec (2) e Neymar (2), que encerrou a competição como artilheiro com 20 gols marcados. Na Libertadores, o Santos parou na semifinal contra o Corinthians, que se tornaria campeão da competição continental. Após a eliminação da Libertadores, o Santos ainda seria campeão da Recopa Sul-Americana de 2012, superando o Universidad de Chile, e assim, conquistando o seu nono título oficial em competições internacionais. No Campeonato Brasileiro, a equipe terminou em oitavo lugar, com 53 pontos.
Após ficar com o vice-campeonato Paulista de 2013, o time passa por uma reformulação que começa com a venda do atacante Neymar ao Barcelona. A venda foi confirmada no dia 26 de maio pela assessoria do Santos, o valor foi de € 17 milhões, aproximadamente R$ 49 milhões de reais, além do dinheiro, também ficou acertado, um amistoso entre o clube santista e o clube espanhol. A última atuação do Neymar pelo Santos, foi um jogo no estádio Mané Garrincha contra o Flamengo, valido pela primeira rodada do Campeonato Brasileiro de 2013, a partida terminou empatada em 0 a 0. Também deixaram o Santos, o técnico Muricy Ramalho (demitido), o goleiro Rafael (vendido ao Napoli) e o meia Felipe Anderson (vendido a Lazio). Mesmo com essas perdas, o clube se reforçou, e contratou o lateral esquerdo chileno Mena, o lateral direito Cicinho e o atacante Thiago Ribeiro, o técnico passou a ser Claudinei Oliveira, promovido da categoria sub-20 e campeão da Copa São Paulo de 2013. No Campeonato Brasileiro, o Santos ficou na sétima posição com 57 pontos, melhor campanha do clube desde o vice-campeonato de 2007.
Para a temporada de 2014, o Santos se acerta com o atacante Leandro Damião e com o técnico Oswaldo de Oliveira. No Campeonato Paulista, o Santos fez uma boa campanha ao longo do campeonato, inclusive vencendo bem o Corinthians por 5 a 1, porem na final, acabou sendo superado nos pênaltis, pela surpreendente equipe do Ituano que ficou com o título. Durante o Campeonato Brasileiro, o Santos acertou o retorno de Robinho após 4 anos longe do clube. Mesmo com uma campanha regular, o técnico Oswaldo de Oliveira acabou demitido, sendo substituído por Enderson Moreira, que levou a equipe até as semifinais da Copa do Brasil, e ao nono lugar no Campeonato Brasileiro. Em dezembro, Modesto Roma Júnior é eleito presidente do Santos, sucedendo Odílio Rodrigues.

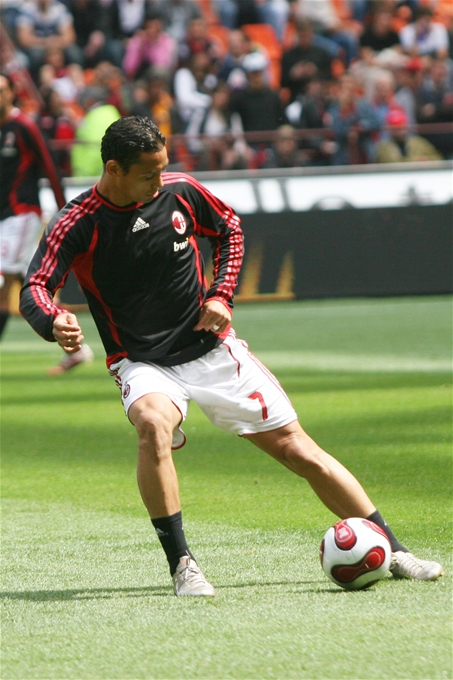
Ricardo Oliveira retorna em 2015, após passagem pelo clube em 2003.

 Em 2015, Modesto Roma Júnior assume o Santos com um futuro incerto, alguns atletas resolveram entrar na justiça contra o clube para reivindicar os seus direitos, como Arouca, Leandro Damião, Eugenio Mena e Aranha. O então capitão Edu Dracena também deixou o clube, porém, de forma mais amigável. Em contra-partida, reforços chegaram à Vila Belmiro, sem dinheiro para contratar, Modesto Roma Júnior achou alternativas no mercado, e trouxe atletas sem custos ao clube. Foram contratados Ricardo Oliveira, Vanderlei, Marquinhos Gabriel, Werley, Chiquinho e Edwin Valencia, além da volta do ídolo Elano. Grande destaque para Ricardo Oliveira, que estava totalmente desacreditado e firmou um contrato de risco para realizar a sua segunda passagem na equipe de Vila Belmiro. Com uma grande liderança fora e dentro de campo, tornou-se um dos melhores jogadores do time e foi artilheiro do Campeonato Paulista e do Campeonato Brasileiro, além de ter sido o goleador máximo do Santos no ano, com 37 gols, enquanto Gabriel Barbosa, o Gabigol, foi artilheiro da equipe na Copa do Brasil. Permanecentes de 2014, os ídolos Robinho e Renato também foram de fundamental importância para a restruturação da equipe, o Santos conquistou o seu 21º título do Campeonato Paulista em final contra o Palmeiras. O confronto diante a equipe alviverde se repetiria na final da Copa do Brasil, porém com conquista palmeirense.
No ano de 2016, o Santos manteve a base do time de 2015 e voltou a conquistar o Campeonato Paulista (22º título) em final contra a surpreendente equipe do Audax. Em outubro, mais precisamente no dia 12 de outubro, o Estádio Urbano Caldeira, completou 100 anos de existência. A diretoria promoveu uma série de ações para comemorar o centenário do estádio, e entre as festividades, foi realizado um amistoso diante do Benfica-POR, onde também englobou a despedida dos gramados do ídolo Léo. Já no Campeonato Brasileiro, o time santista realizou uma ótima campanha com técnico Dorival Júnior no comando, o alvinegro terminou como vice-campeão, fato que não acontecia desde 2007 e também garantiu vaga na Libertadores de 2017, torneio que não disputava desde 2012.

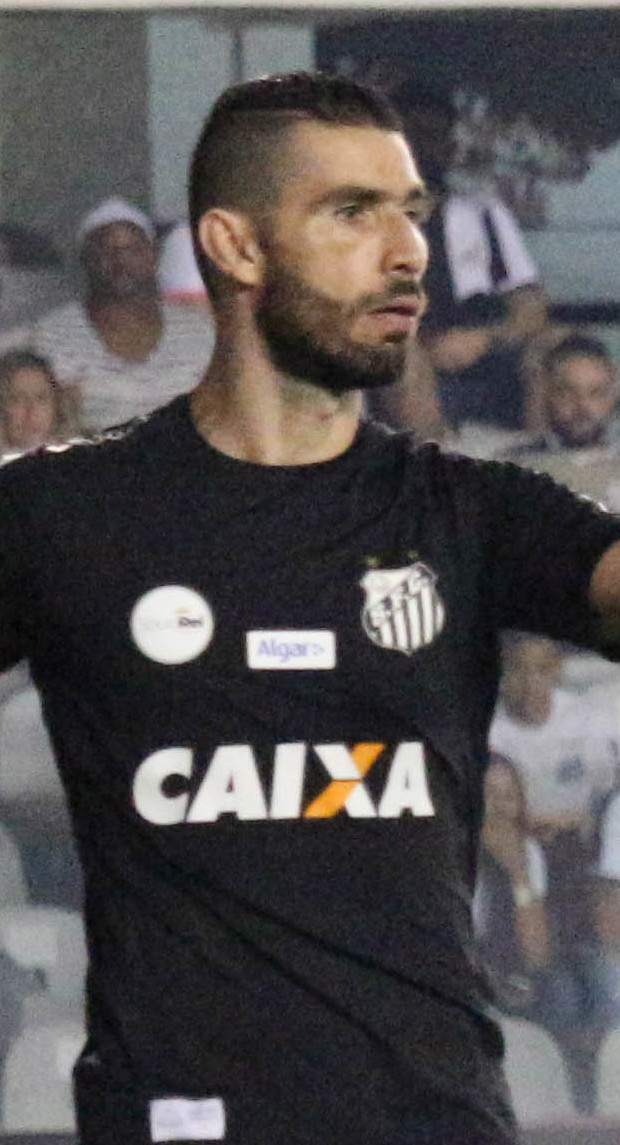
O goleiro Vanderlei, um dos grandes responsáveis pelas boas campanhas do clube em 2016 e 2017.

 Com grandes expectativas para 2017, o Santos manteve grande parte do elenco e trouxe reforços caros como Bruno Henrique e Cléber Reis. Na primeira partida do ano um jogo amistoso contra o Kenitra do Marrocos e goleada por 5 a 1, porém com autos e baixos no Campeonato Paulista, o Santos chegou até as quartas de final e foi eliminado pela Ponte Preta, paralelamente a equipe fazia boa campanha na fase de grupos da Libertadores, mas na primeira grande derrota contra o Corinthians ocorrida no Campeonato Brasileiro, o técnico Dorival Júnior é demitido e Elano assume interinamente o cargo até Levir Culpi ser anunciado. Na Libertadores o Santos alcança as quartas de final mas é eliminado pelo Barcelona de Guayaquil, enquanto na Copa do Brasil a equipe também é eliminada nas quartas de final pelo Flamengo. Com uma boa campanha no Campeonato Brasileiro o Santos termina como terceiro colocado, com o goleiro Vanderlei sendo eleito o melhor goleiro do campeonato. Em dezembro, José Carlos Peres é eleito presidente do clube.
Para temporada de 2018, José Carlos Peres assume a presidência do Santos após polêmicas da gestão anterior. Em campo Jair Ventura é anunciado como novo treinador, e Gabigol retorna ao clube com status de estrela, mesmo após não ter dado certo na Europa, no Campeonato Paulista mesmo o Santos apresentando um futebol não convincente para a torcida, chega até a semifinal e é eliminado pelo Palmeiras, enquanto na Libertadores, o Santos avança como líder de seu grupo para as oitavas de final e com destaque individual para Rodrygo, oriundo da base e que se torna o jogador mais jovem à marcar na Libertadores. Na volta pós-Copa do Mundo, o Santos anuncia reforços de peso que haviam acabado de disputar o mundial, o uruguaio Carlos Sánchez e o costarriquenho Bryan Ruiz, além do paraguaio Derlis González, a partir disso começa alguns momentos conturbados do clube. Jair Ventura bastante criticado pela torcida é demitido e Cuca assume o cargo de treinador até o fim do ano, o clube é punido pela Conmebol na Libertadores por conta da escalação irregular de Carlos Sánchez no jogo de ida das oitavas contra o Independiente. O jogo que terminou 0 a 0 foi alterado o resultado para derrota santista por 3 a 0 na Argentina, no jogo da volta um novo resultado por 0 a 0 e fim de Libertadores para o Santos. O presidente José Carlos Peres foi alvo de dois pedidos de impeachment, aprovadas pelo Conselho Deliberativo do clube, mas reprovadas pelos associados, que mantiveram Peres no poder em assembleia geral realizada no fim de setembro. O Santos termina o Campeonato Brasileiro em 10º lugar.
Após um 2018 conturbado, o Santos anuncia o argentino Jorge Sampaoli como treinador para a temporada de 2019, Sampaoli vinha de um trabalho com muitas criticas à frente da Seleção Argentina. O Campeonato Paulista foi muito usado pelo treinador para fazer testes no elenco, com sete vitórias, dois empates e três derrotas, o time terminou a fase de grupos na segunda posição da chave A, o Santos acabaria de ser eliminado pelo Corinthians na semifinal. Na Copa Sul-Americana, o time caiu ainda na primeira fase da competição para o River Plate-URU, enquanto na Copa do Brasil a eliminação ocorreu diante o Atlético-MG nas oitavas. Em junho, Rodrygo sai do clube para se apresentar ao Real Madrid, venda essa que foi concretizada em 2018 e rendeu R$ 172 milhões aos cofres do clube. No Campeonato Brasileiro, o Santos não era apontado como possível candidato ao título, o time chegou a ser líder durante quatro rodadas do campeonato, até ser ultrapassado pelo Flamengo de Jorge Jesus. Ao final da competição, o Santos termina como vice-campeão e vencendo por 4 a 0 o campeão Flamengo na última rodada.

## Um ano conturbado
Para a temporada de 2020, com a saída de Jorge Sampaoli, o Santos foi em busca de outro treinador estrangeiro para tentar dar sequência no trabalho, o clube trouxe o português Jesualdo Ferreira que estava trabalhando como comentarista esportivo pelo Canal 11 de Portugal. O Santos vinha fazendo uma campanha bem irregular no Campeonato Paulista até a pausa do futebol devido à pandemia de COVID-19, após 4 meses de futebol paralisado, o Santos volta a disputar uma partida oficial com problemas de atraso e redução de salários dos jogadores. O treinador Jesualdo Ferreira é demitido após eliminação diante a Ponte Preta no Campeonato Paulista, e o clube então anuncia Cuca como novo comandante, sendo essa a terceira passagem dele como treinador (havia também atuado como jogador em 1993). O Santos inicia o Campeonato Brasileiro sobre muitas dúvidas quanto ao seu futuro, jogadores como Soteldo e especialmente Marinho surgem como as principais esperanças do time no restante da temporada. 

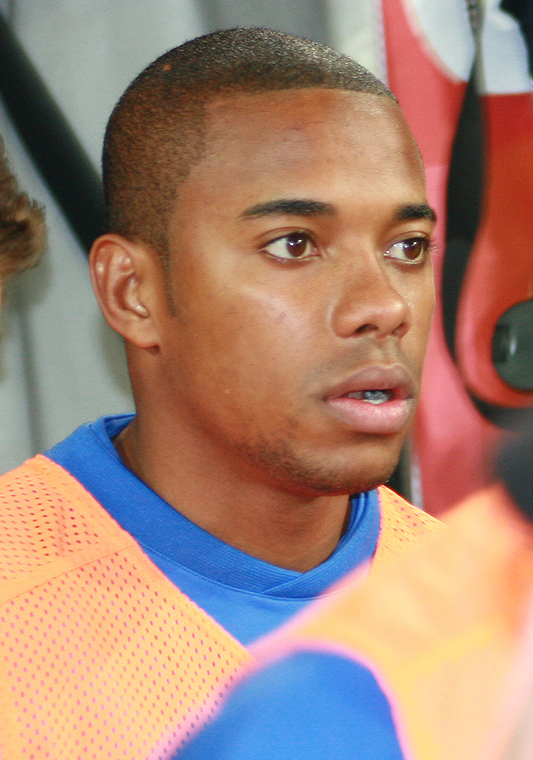
Robinho acabou retornando ao Santos em 2020, mas o anúncio teve repercussão negativa entre diversos setores pelo processo por estupro que Robinho enfrentava na Itália, tendo seu contrato suspenso depois.

No mesmo ano, sofreu com diversos bloqueios de registrar novos jogadores pela FIFA por dívidas com o Hamburgo pelo Cléber Reis, Huachipato pelo Soteldo e Atlético Nacional pelo Felipe Aguilar, o que gerou instabilidade nos bastidores do clube alvinegro. Com o cenário conturbado e insatisfação da torcida com o ano conturbado, o presidente na época, José Carlos Peres, foi afastado no dia 28 de setembro após uma votação do Conselho Deliberativo. O relatório, que leva em consideração informações analisadas pelo Conselho Fiscal, sugere a saída de Peres por irregularidades nas contas de 2019, além dos demais membros do Comitê de Gestão, à exceção do vice Orlando Rollo, que é quem assume o clube. Sofrendo impeachment definitivamente apenas no dia 22 de novembro, após uma votação dos sócios do clube.
Após o impeachment do presidente José Carlos Peres, o seu vice, Orlando Rollo, assumiu o clube. No início da sua gestão, negociou os transferbans da FIFA do Hamburgo pelo Cléber Reis e do Huachipato pelo Soteldo. No dia 10 de outubro, foi anunciado o retorno de Robinho ao Santos. Ele assinou um contrato de cinco meses, até o final do Campeonato Brasileiro, com opção de renovação até o fim de 2022. No que seria a sua quarta passagem pelo Peixe, Robinho recebeu a sua favorita camisa 7, cedida a ele pelo então dono Carlos Sánchez. O anúncio teve repercussão negativa entre diversos setores pelo processo por estupro que Robinho enfrentava na Itália. Patrocinadores do Santos ameaçaram romper com o clube caso a contratação fosse mantida. Em 16 de outubro, seis dias após o acerto, o Santos anunciou a suspensão do contrato de Robinho.
Em 12 de dezembro, após um ano conturbado nos bastidores do clube, Andrés Rueda foi eleito presidente do Santos para o triênio de 2021 a 2023. Tomando posse apenas no dia 21 de dezembro citando pontos principais da sua presidência no Santos, iniciando a transição para a gestão Rueda, apenas assumindo o posto em 1 de janeiro de 2021.

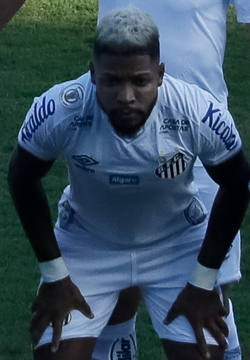
Marinho esteve presente em jogos decisivos na temporada depois de momentos conturbados nos bastidores.

A estreia do Santos na Copa Libertadores da América de 2020, em 3 de março, contra o Defensa y Justicia, na Argentina, aconteceu em meio a desconfianças em torno do time de Jesualdo Ferreira. Sem Marinho, o Peixe contou com um gol de Kaio Jorge no fim para fazer 2 a 1, de virada, e conquistar sua primeira vitória. Jobson havia feito o primeiro gol do time no torneio continental. A partida contra o Delfin, em 10 de março, na Vila Belmiro, foi disputada sem público porque o Santos cumpria punição em decorrência da confusão causada no jogo contra o Independiente, no Estádio do Pacaembu, pela Libertadores de 2018. Em um jogo com pouca imaginação, a vitória por 1 a 0 só saiu graças a um gol de Lucas Veríssimo, de cabeça. O terceiro jogo, contra o Olimpia, que aconteceu somente após a paralisação dos jogos por causa da pandemia do novo coronavírus, em 15 de setembro, já teve o Santos de Cuca em campo. No entanto, o time parou na marcação paraguaia em um 0 a 0, na Vila Belmiro, que representou os únicos pontos perdidos pelo time na primeira fase. Uma longa viagem até o Equador marcou o quarto jogo do Santos, em 24 de setembro. Em campo, uma expulsão do Delfin e um gol de Marinho no começo deram a impressão de jogo fácil. O Peixe levou o empate no segundo tempo e precisou de um gol de Jean Mota, no fim, para voltar ao Brasil com a vaga encaminhada para as oitavas de final. Atuando no Paraguai, em 1 de outubro, o Santos conseguiu uma vitória com a cara de Libertadores. Sem os zagueiros titulares, o time viveu uma noite de improvisos para sair classificado para as oitavas com uma vitória contra o Olimpia por 3 a 2, gols de Marinho, Kaio Jorge e Sánchez. Esse foi o último jogo de Sánchez, que sofreu uma lesão no joelho, e de Raniel, que teve complicações físicas após a COVID-19. A última partida da primeira fase, contra o Defensa y Justicia, na Vila Belmiro, em 20 de outubro, seria para cumprir tabela. Mas o Santos não pensou assim. Teve importantes titulares em campo, como Diego Pituca e Soteldo, e mais uma vez não contou com Marinho, lesionado. De virada, venceu por 2 a 1, com gols de Lucas Braga e Marcos Leonardo, e ficou com a segunda melhor campanha da primeira fase.

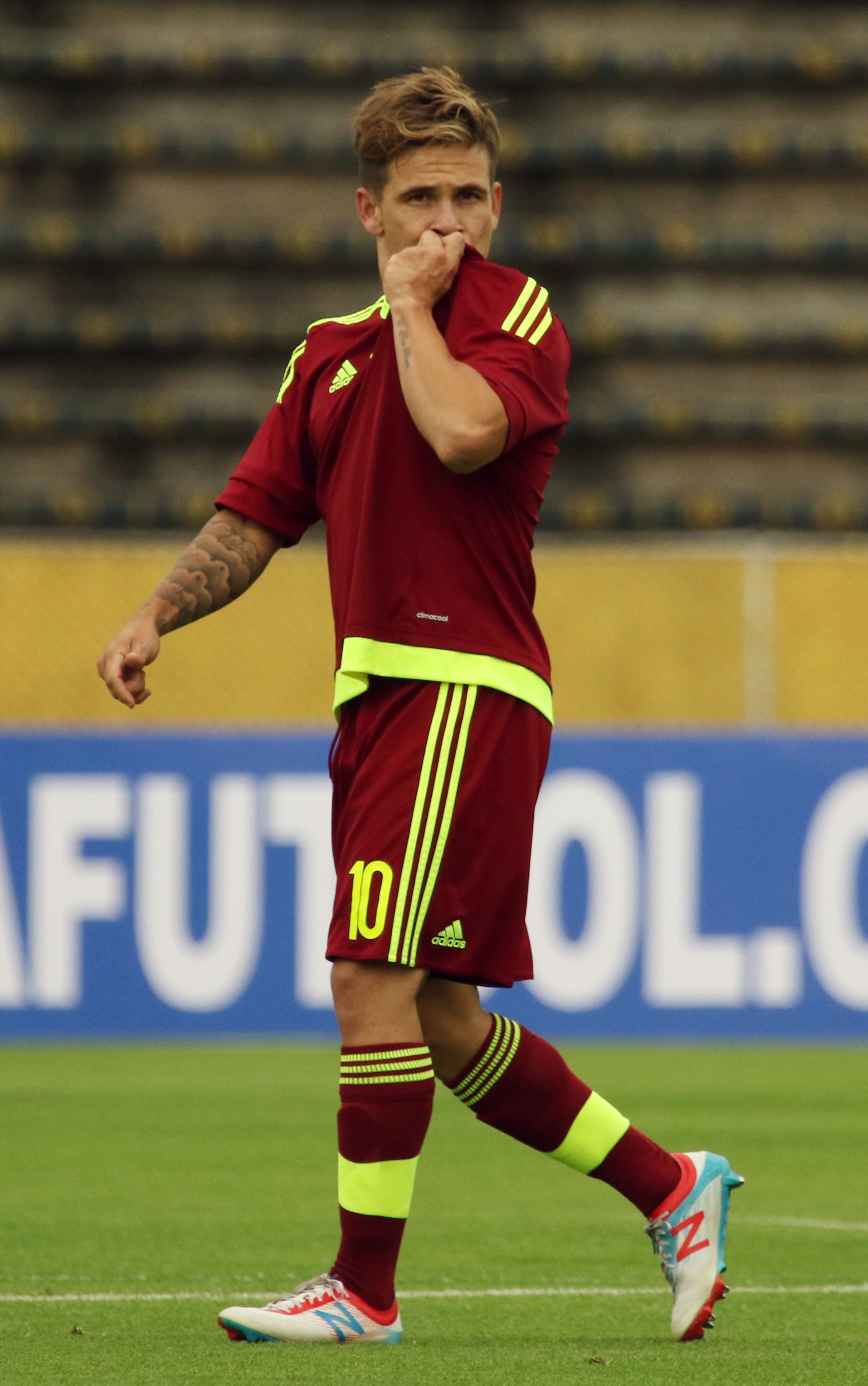
Yeferson Soteldo é vendido ao Toronto FC, fazendo com que o Santos se livre da punição na Fifa que o impedia de contratar novos jogadores.

 O primeiro adversário no mata-mata era a LDU, até então temida por ter-se classificado em um grupo que contava com River Plate e São Paulo. Soteldo e Marinho determinaram o triunfo do Santos por 2 a 1 no momento em que o elenco do Peixe acabara de ser atingido por um surto de COVID-19. Foi a quinta equipe brasileira a derrotar a LDU na altitude de Quito. O jogo de volta do mata-mata contra a LDU deveria ser mais tranquilo. Em 1º de dezembro, na Vila Belmiro, o Santos perdeu muitos gols e saiu atrás no placar. A derrota por 1 a 0 fez o time brasileiro se classificar por ter feito mais gols como visitante. No fim, uma confusão envolvendo Lucas Veríssimo deixou o jogo paralisado por 20 minutos, mas sem sequelas disciplinares para os brasileiros. O Santos entrou nas quartas de final sem favoritismo, pois estava diante de um Grêmio em alta na temporada. Fora de casa, no dia 9 de dezembro, Cuca armou um time fechado e conseguiu abrir o placar com gol de Kaio Jorge. Na etapa final, sofreu pressão, mas nada que incomodasse o goleiro John. O empate gaúcho só saiu nos acréscimos por meio de um pênalti contestado e convertido por Diego Souza. A partida de volta, no dia 16 de dezembro, colocou o Santos definitivamente em um patamar de favoritismo. Em uma noite inspirada de Kaio Jorge, autor de dois gols, goleou o Grêmio por 4 a 1 na Vila Belmiro e se classificou com autoridade para a semifinal. O jogo foi marcado por problemas físicos do Alvinegro. Marinho e Laércio completaram o placar. Entre o Natal e o Ano-Novo, o Santos teve um duelo histórico pela frente. O adversário era o Boca Juniors, mesmo time que venceu na conquista do bicampeonato, na Libertadores de 1963. O placar de 0 a 0 na La Bombonera mostrou um time consistente que foi prejudicado por um claro erro de arbitragem. Um pênalti em Marinho não foi marcado pelo juiz Roberto Tobar e nem pelo VAR. A vantagem para a partida de volta, em 13 de janeiro, na Vila Belmiro, não era grande. Mas o Santos foi dominante desde os primeiros minutos para obter a vitória que precisava. Com gol de Diego Pituca, o Santos foi para o intervalo na frente. Na volta, Soteldo e Lucas Braga decretaram o triunfo por 3 a 0 que classificou o Peixe para a grande decisão contra o Palmeiras, a sua quinta final do torneio. Na final em partida única disputada no Maracanã, após um jogo com poucas chances criadas para ambos os lados, o Palmeiras consegue um gol quase perto do fim e fatura o título, fazendo com que o Santos fique com o vice-campeonato da América.
A temporada de 2021 começa com o time perdendo jogadores importantes como Lucas Veríssimo e Diego Pituca que são vendidos, Cuca também deixa o clube após a final do Brasileiro e o argentino Ariel Holan é anunciado como treinador. Com o elenco já enfraquecido, o volante Sandry, peça importante durante a campanha da Libertadores de 2020 se machuca durante um treino e passa a desfalcar a equipe, o meia-atacante Soteldo, também um dos principais jogadores do elenco é vendido para que o clube consiga resolver dívidas, e após uma campanha irregular no Campeonato Paulista e na Libertadores, o treinador Ariel Holan deixa o clube, alegando protestos de torcedores que estouraram rojão em seu apartamento.

## Publicações sobre o Santos  Alguns livros sobre a história do Santos, e de seus personagens.
- Time dos Sonhos - História Completa do Santos Futebol Clube (2003)

Odir Cunha, Editora Códex.
- Santos, Um Time Dos Céus - 1a.Edição (1997)

José Roberto Torero e Marcus Aurelius Pimenta, Editora DBA.
- Santos, Um Time Dos Céus - 2a.Edição Revisada e Atualizada (2007)

José Roberto Torero e Marcus Aurelius Pimenta, Realejo Edições.
- Bombas de Alegria (2006)

José Macia (Pepe), Realejo Edições.
- Dicionário Santista: Santos de A a Z, Mas sem X (2001)

José Roberto Torero, Editora DBA.
- Donos da Terra - A História do Primeiro Título Intercontinental do Santos (2007)

Odir Cunha, Realejo Edições.
- Pedrinho Escolheu um Time (2007)

Odir Cunha, Editora Duna Dueto.
- Profissão Campeão - Como o Santos ganhou o Campeonato Brasileiro de 2004 (2005)

Vanderlei Luxemburgo e Ingo Ostrovsky, Editora Gryphus.
- Santos FC - O Melhor do Século nas Américas 2a. Edição (2003)

Guilherme Gomez Guarche.
- O Dia Em Que Me Tornei Santista (2007)

Vladir Lemos, Panda Books.
- Pelé - A Autobiografia (2006)

Edson Arantes do Nascimento (Pelé), Editora Sextante.
- Enciclopédia do Futebol Brasileiro Volumes 1 e 2 (2001)

Lance!, Supervisão Editorial de Marcelo Duarte, Areté Editorial.
- Na Raça! - Como o Santos Se Tornou o Primeiro Bicampeão Mundial (2008)

Odir Cunha, Realejo Edições.
- O Grande Jogo - Corinthians X Santos - O maior duelo alvinegro do futebol contado por dois historiadores fanáticos (2009)

Celso Unzelte e Odir Cunha, Editora Novo Século.
- Santos Futebol Clube X O Mundo (2013)

José Roberto Brandi dos Santos, Editora Demar.
- O Time da Virada (2015)

Ricardo Saibun e Ivan Storti, BB Editora.
- Memorial das Conquistas "A sala de Troféus do Santos Futebol Clube" (2019)

José Roberto Brandi dos Santos e Fernando Campos Ribeiro, Editora Onze Cultural.
- Urbano Caldeira e a Vila Belmiro (2021)

José Roberto Brandi dos Santos, Editora Santos Box.
- 1912 em Diante (2021)

Fernando Campos Ribeiro, Gabriela Fernandes, Juca Kfouri, Lorenzo Santiago e Vinícius Cabral, Editora Corner.
- Memorial das Conquistas "A sala de Troféus do Santos Futebol Clube"- 2a.Edição Revisada e Atualizada (2022)

José Roberto Brandi dos Santos e Fernando Campos Ribeiro, Editora Onze Cultural.